# ملاحسن (مانه و سملقان)
ملاحسن روستایی در دهستان حومه بخش مرکزی شهرستان مانه و سملقان استان خراسان شمالی ایران است.
ملاحسن دارای آب و هوای سرد خشک است.
آب این روستا نامناسب و شور است که باعث بروز بیماری های زیادی میشود.
مردم خونگرم و با اصالتی دارد و زبان محلی این روستا نیز کرمانجی است.

## جمعیت
بر پایه سرشماری عمومی نفوس و مسکن در سال ۱۳۹۵ جمعیت این مکان ۱٬۷۳۴ نفر (۵۳۶خانوار) بوده‌است.